# Casa Fornells (Barcelona)
La Casa Fornells, coneguda popularment com la mona de Pasqua, és un edifici modernista situat a l'avinguda del Tibidabo, 35-37 de Barcelona, catalogada com bé cultural d'interès local.

## Història
Va ser projectada el 1904 per l'arquitecte reusenc Joan Rubió i Bellver per a Gaietà Fornells i Casas, i forma part del nucli inicial de la ciutat-jardí promoguda des del 1899 per Salvador Andreu i la societat anònima El Tibidabo als terrenys de la finca del Frare Blanc.
Cap al 1940, l'edifici va ser ampliat amb uns afegits a la part posterior.

## Descripció
Es tracta d'una construcció organitzada en una planta rectangular però volumètricament molt irregular, ja que presenta diversos nivells que conformen un alçat esgraonat. A excepció de la torre central, la casa consta de tres nivells (planta baixa, planta primera, segona i cobertes) organitzat de forma irregular. D'aquesta manera, es combinen cossos d'un únic nivell amb altres de dos pisos tot coberts amb terrats plans transitables que proporcionen a l'edifici nombroses terrasses a diferent alçada.
L'element més alt i que caracteritza l'edifici,és la torre mirador (aixecada sobre el vestíbul central) que compta amb tres pisos més que la resta de la construcció. Es caracteritza per les galeries porticades amb balustre de pedra adossades al seu cos de planta rectangular, concretament als dos primers nivells, mentre que es corona amb una mena de lluerna.
La casa té de dues entrades: la principal, a l'avinguda del Tibidabo, queda emmarcada dins d'un espai enjardinat delimitat amb una tanca perimetral i s'obre en un cos rectangular, i la porta es troba al tram central (que a diferència dels laterals que consten d'una sola planta, en té dues). Es tracta d'una porta de pedra de mig punt lobulada, amb dovelles decorades amb baixos relleus de motius florals i tota ella emmarcada per un guardapols també lobulat. A sobre, al pis superior, es localitza una finestra coronella amb llinda esculpida i un mainell central, tota ella protegida per un guardapols esculpit i rematat per dos florons. La porta es troba flanquejada per sengles finestres de les mateixes característiques que les ja descrites i que s'obren -com ja apuntàvem- en sengles volums d'un únic nivell que es rematen en terrassa. La resta d'obertures de la casa combinen les finestres coronelles amb un mainell central amb altres d'una única obertura (sense mainell) però igualment, amb llinda esculpida.
Pel contrari, l'entrada del carrer de Bosch i Alsina es troba a peu de carrer, des d'on s'accedeix directament. D'inspiració gòtica, es tracta d'una doble obertura amb dos arcs apuntats que s'uneixen a través d'un element central, tot emmarcat per un arc de mig punt, al intradós del qual, es localitza una obertura circular amb vitrall.
Les façanes són de maó vist, que contrasta amb els elements petris que configuren les obertures i columnes de la torre. Les franges verticals als angles de la casa i les cornises de merlets són una bona mostra del treball l'arquitecte Rubió i Bellvé amb el maó, present en altres construccions barcelonines.
La combinació d'elements i formes provinents de diferents estils i cronologies està present a tota la construcció. Destaca també en aquest sentit, la tanca del jardí, amb baranes de ferro modernistes que presenten motius florals que repeteixen els de les dovelles de la porta principal.

## Galeria

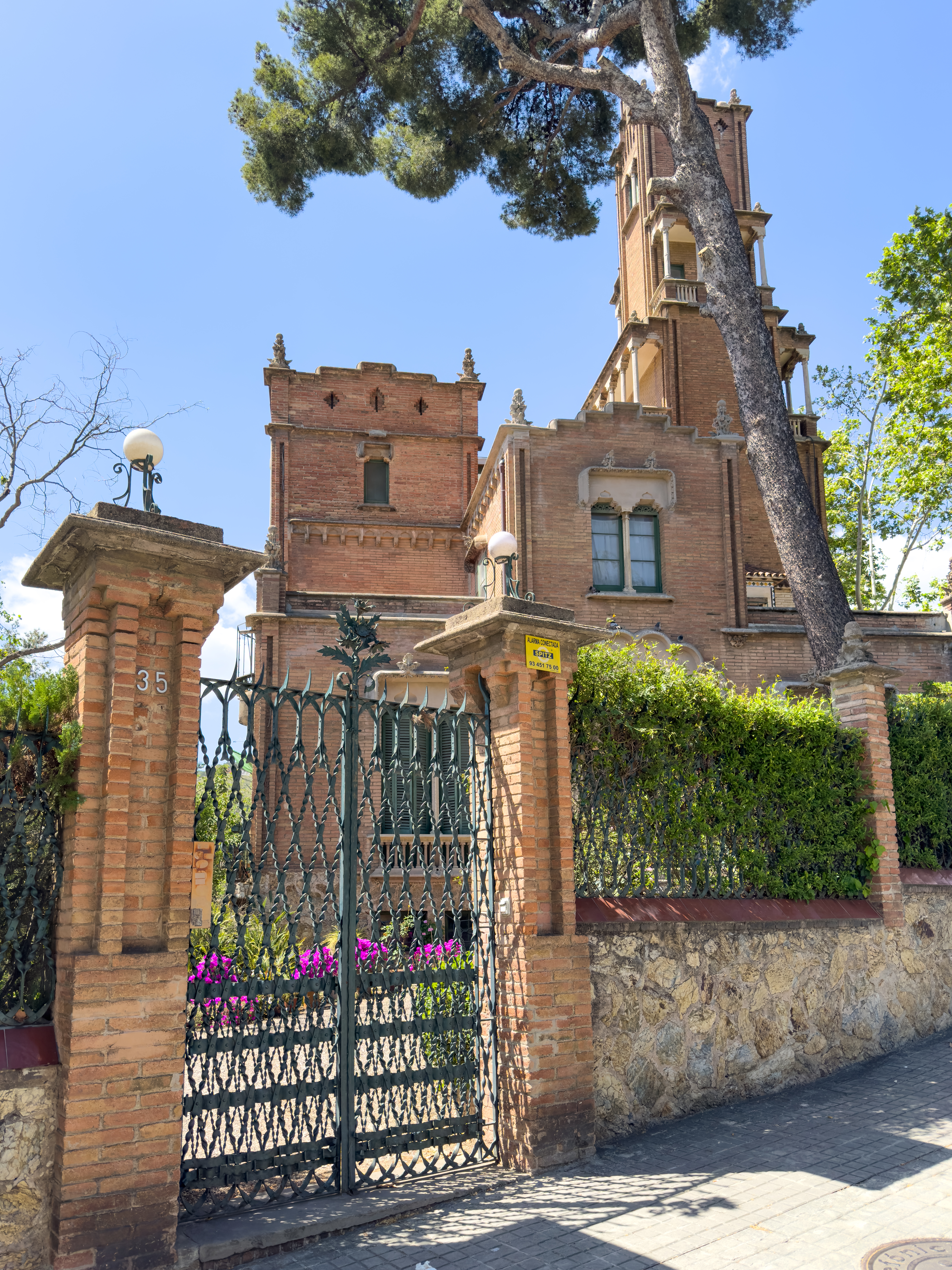
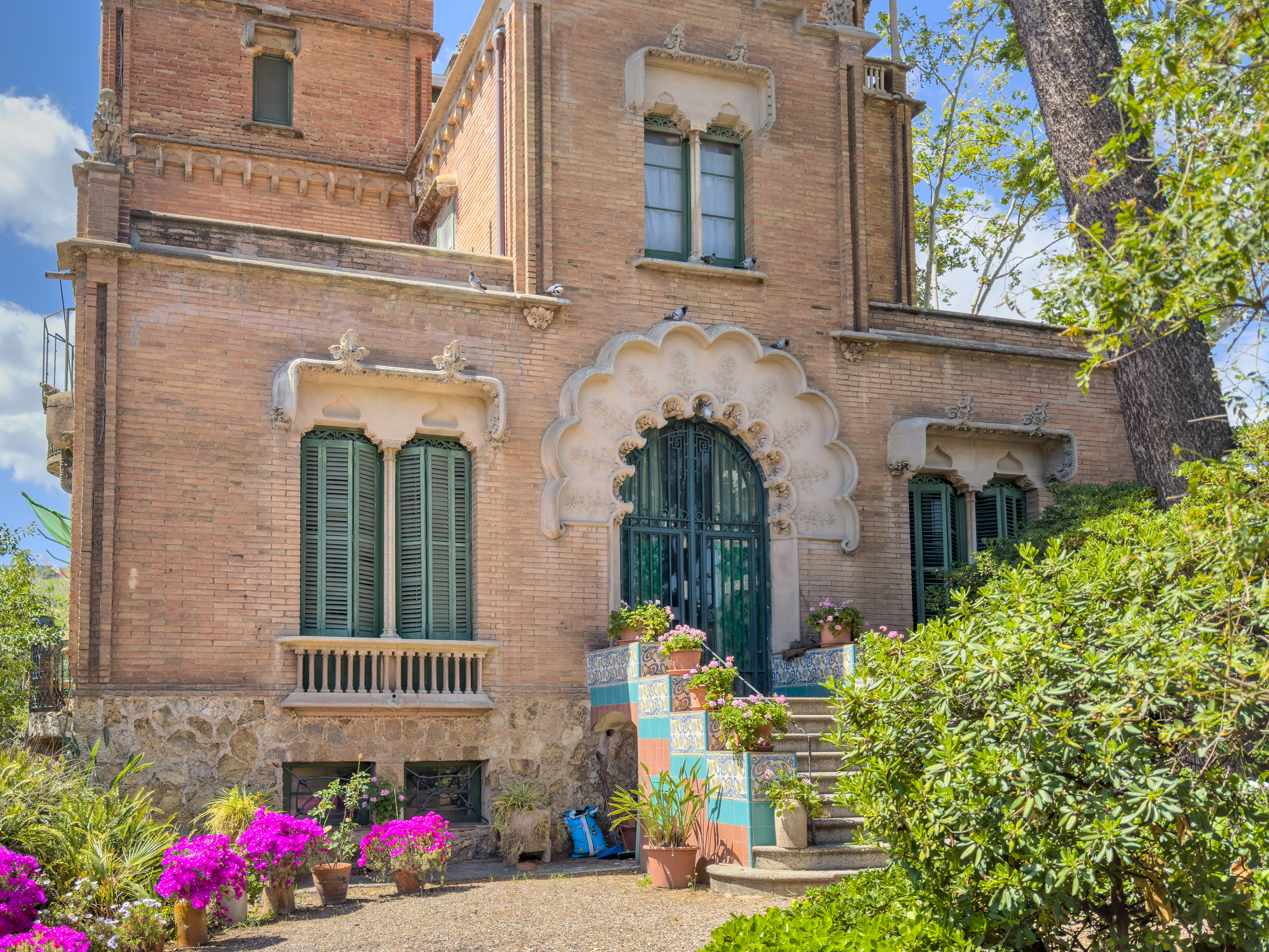
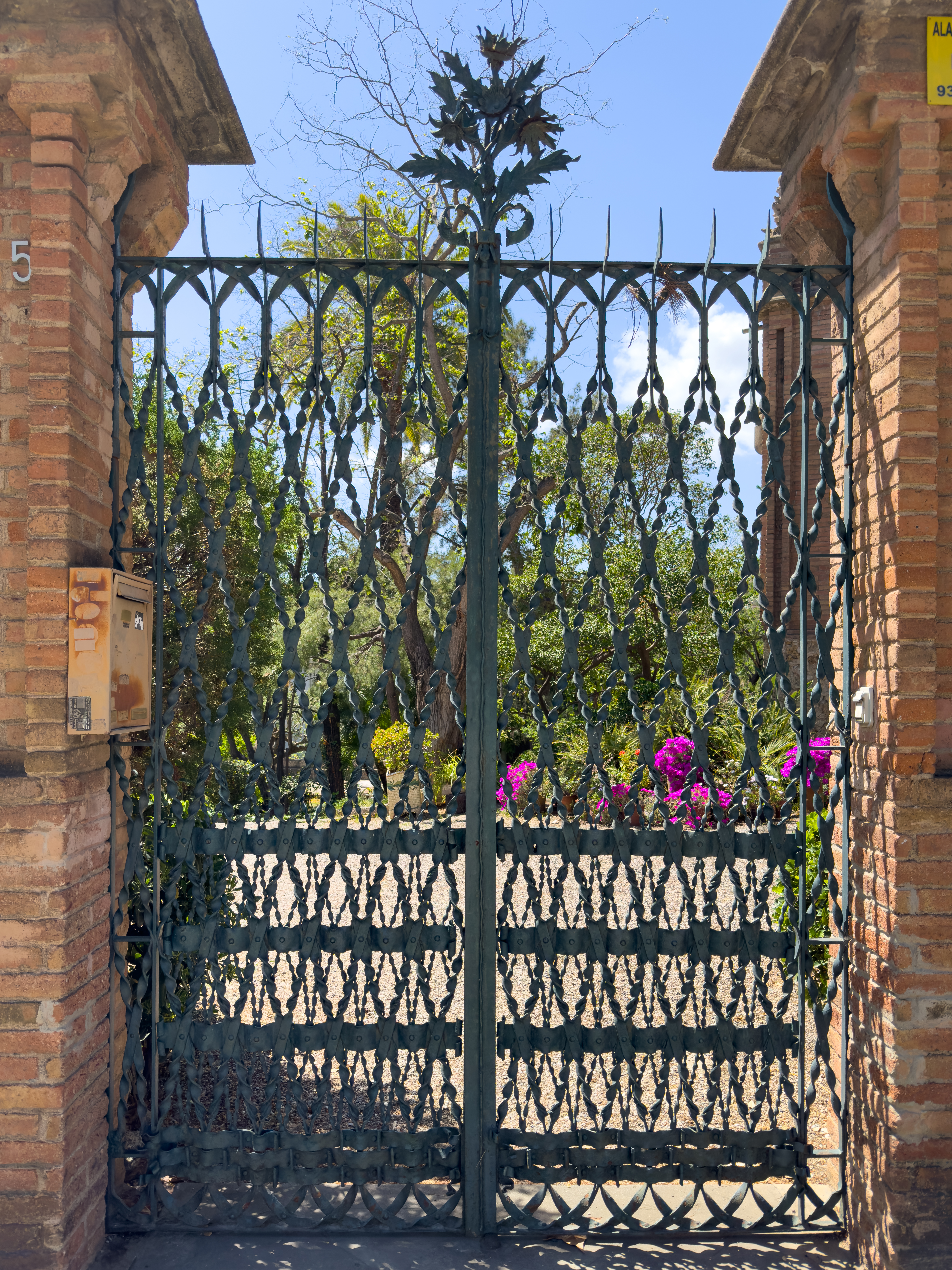
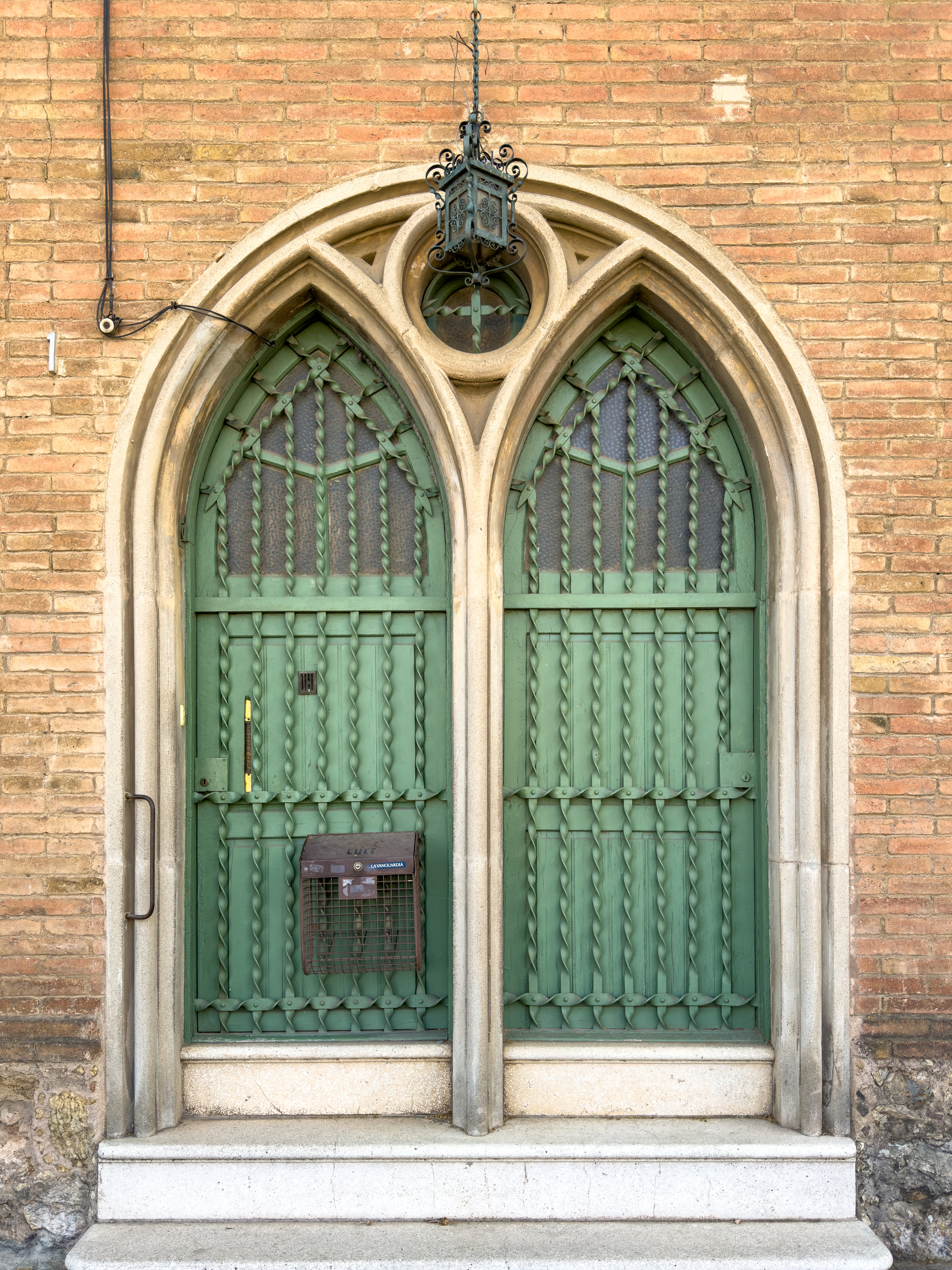
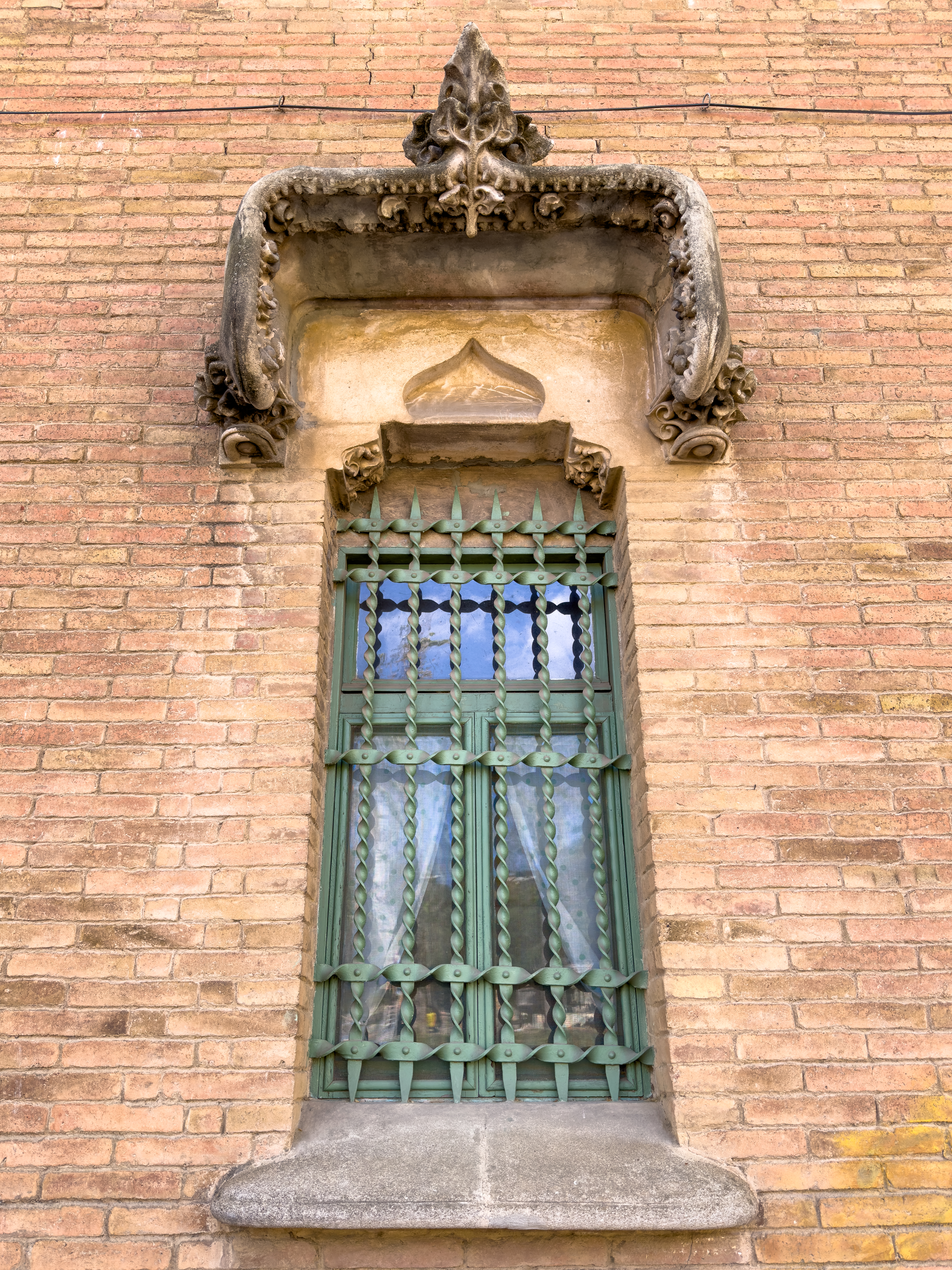